# LIAZ 200
Der LIAZ 200 ist ein LKW-Modell des tschechoslowakischen Nutzfahrzeugherstellers LIAZ. Er ist der Nachfolger des LIAZ 100.
Der LIAZ 200 ist im Wesentlichen eine modernisierte Ausführung seines Vorgängermodells LIAZ 100. Nach der Öffnung des Eisernen Vorhanges konnte zu Produktionsbeginn im Jahr 1991 auf westliche Fahrzeugbautechnologie zurückgegriffen werden. So wurden beim LIAZ 200 eine Anhängerkupplung der Firma Rockinger, ein Tachograph der Firma Kienzle und ein ABS/ASR-System von Bosch verbaut. Das kippbare zweitürige Führerhaus ist vollständig aus Metall gefertigt und verfügt über zwei Sitze. Der Fahrgestellrahmen besteht aus verschweißten Längs- und Querträger aus Stahlblech. Die Pritsche hat eine Gesamtfläche von 9,7 m². Der LKW verfügt über zwei Akkumulatoren à 12 V mit einer Kapazität von je 180 Ah.
Der Motor ist ein flüssigkeitsgekühlter Sechszylinder-Viertaktreihenmotor mit Turbolader und Ladeluftkühlung vom Typ M1.2B - M640 F. Der Hubraum beträgt 11,9 Liter. Die maximale Leistung bei 2000 min−1 beträgt 212 kW (289 PS), das maximale Drehmoment beläuft sich bei 1300 min−1 auf 1170 Nm.

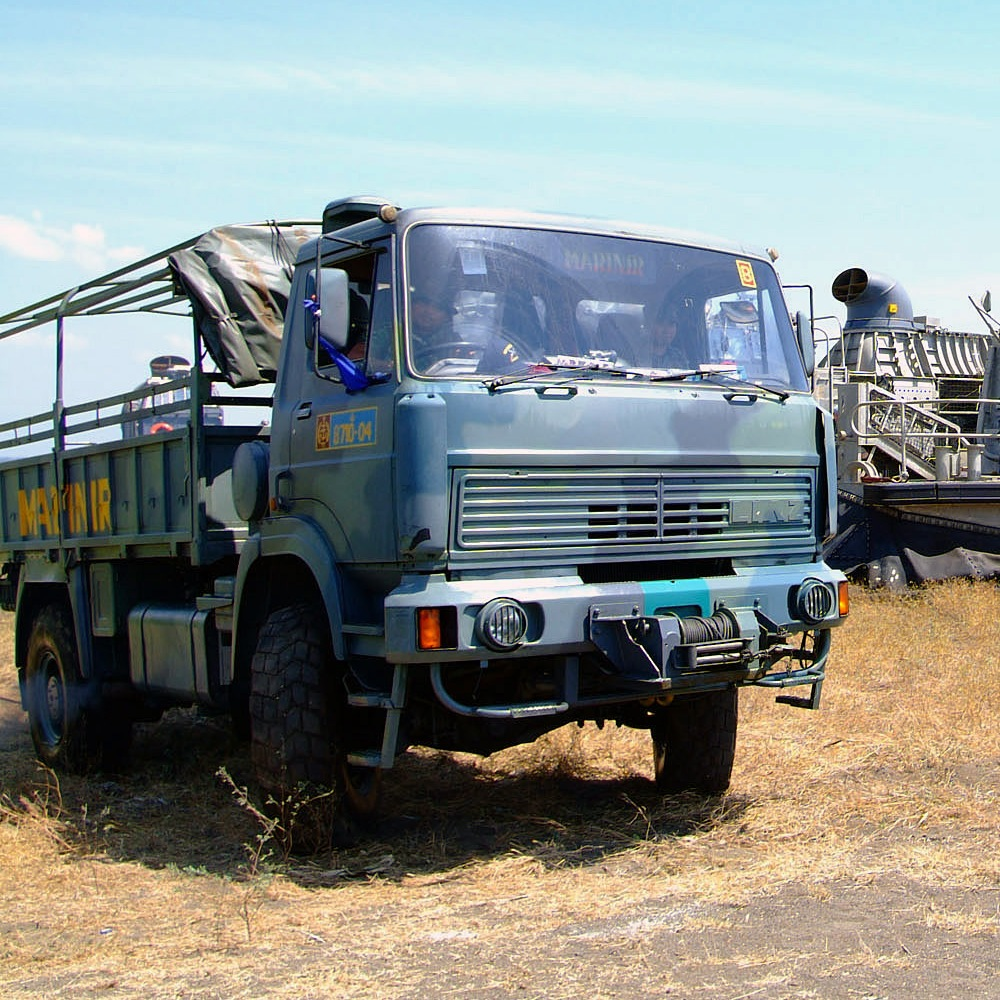
LIAZ-200-Militärlaster der indonesischen Marine (2005)

Der LIAZ 200 wurde nach Indonesien exportiert, um in den dortigen Streitkräften verwendet zu werden.
Insgesamt 484 Fahrzeuge wurden von 1991 bis 1996 gebaut.

## Technische Daten für die Versionen 250.261/251.261
- Leergewicht: 8400 kg
- Zuladung: 9600 kg
- Zulässige Gesamtmasse: 18.000 kg
- Gesamtmasse des Anhängers: 24.000 kg
- Gesamtmasse des Zuges: 40.000 kg

- Kraftstofftankinhalt: 180 l
- Ölfüllmengen:
  - Motoröl: 24 l
  - im Wechselgetriebe: 21,5 l

- Radstand 3550 mm
- Höhe: 2870 mm
- Länge 6335 mm
- Breite: 2500 mm